# Wired

Logo

Wired is een Amerikaans en Brits maandelijks tijdschrift. Het tijdschrift heeft het hoofdzakelijk over technologie en de manier waarop technologie cultuur, economie en politiek beïnvloedt. Naast het tijdschrift heeft het blad ook een grote website. Het blad is in het bezit van Condé Nast en heeft zijn hoofdzetel in San Francisco (Californië).

## Geschiedenis
Wired is opgericht door de journalisten Louis Rossetto en Jane Metcalfe in 1993 met steun van onder meer Nicholas Negroponte (die tot 1998 regelmatig columns voor het blad schreef). Het blad werd beïnvloed door de mediatheoreticus en -filosoof Marshall McLuhan, die ook wel als een soort van beschermheilige van het blad wordt beschouwd. Het tijdschrift heeft over het algemeen een liberale toon en wordt soms bekritiseerd omdat het een te optimistische en onkritische toon zou hebben bij het bespreken van nieuwe trends en technologieën. Het blad heeft regelmatig nieuwe termen gelanceerd, zoals het begrip Long Tail. Het is ook vaak een belangrijke promotor van concepten als Open Source en Creative Commons.